# Предсердный натрийуретический пептид
Предсе́рдный натрийурети́ческий пепти́д (ПНП, предсердный натрийуретический фактор, предсердный натрийуретический гормон, атриопептин, атриопептид) — пептидный гормон, секретируемый кардиомиоцитами и являющийся мощным вазодилататором. Предсердный натрийуретический пептид принимает участие в регуляции водно-электролитного обмена и метаболизма жировой ткани, синтезируется в мышечных клетках предсердий в ответ на повышение кровяного давления. Предсердный натрийуретический пептид снижает объём воды и концентрацию натрия в сосудистом русле.

## Структура
Предсердный натрийуретический пептид состоит из 28 аминокислот. В центре молекулы 17 аминокислот образуют кольцевую структуру с помощью дисульфидной связи между двумя остатками цистеина в 7 и 23 положениях. По аминокислотному составу предсердный натрийуретический пептид схож с мозговым натрийуретическим пептидом и натрийуретическим пептидом типа С. Пептид был открыт в 1981 году в канадском городе Онтарио командой во главе с Adolfo J. de Bold. Эксперимент заключался в введении экстракта предсердной ткани лабораторным крысам и наблюдении возникающего обильного натрийуреза.

## Биосинтез
Предсердный натрийуретический пептид синтезируется, хранится и высвобождается кардиомиоцитами. Высвобождение происходит в ответ на растяжение предсердий и ряда других сигналов, индуцируемых гиперволемией.
Предсердный натрийуретический пептид секретируется в ответ на:
- Растяжение предсердий[5]
- Стимуляцию β-адренорецепторов
- Гипернатриемию, хотя повышение натрия в крови не является прямым стимулом к высвобождению ПНП[5]
- Ангиотензин-II
- Эндотелин

Секреция предсердного натрийуретического пептида при физической нагрузке наблюдается у лошадей.

## Физиологический эффект
Предсердный натрийуретический пептид связывается со специфическим набором рецепторов: А, В и С (рецепторы ПНП). А- и В-рецепторы ответственны за основные действия гормона, а С-рецепторы находятся внутри клеток, где, связываясь с ПНП снижают его эффект. Присоединение агониста к данным рецепторам вызывает снижение объёма циркулирующей крови и системного артериального давления. При этом наблюдается активация липолиза и снижение реабсорбции натрия в почечных канальцах. Эффект предсердного натрийуретического пептида противоположен действию на организм ренин-ангиотензиновой системы.

## Влияние на почки
- Расширение афферентной гломерулярной артериолы, что повышает гидростатическое давление и вследствие чего усиливается клубочковая фильтрация плазмы крови, сужение эфферентной гломерулярной артериолы, расслабление мезангиальных клеток, что увеличивает диаметр пор эндотелия и также способствует лучшей и более быстрой фильтрации. Повышение давления в клубочковых капиллярах и увеличение скорости клубочковой фильтрации.
- Удаление хлорида натрия и мочевины из интерстиция медуллярного слоя[9].
- Снижение реабсорбции натрия в дистальном извитом канальце через цГМФ-зависимое фосфорилирование эпителиальных натриевых каналов.
- Ингибирование секреции ренина.
- Снижение секреции альдостерона.

## Сердце
- Предотвращает развитие гипертрофии сердца.
- У мышей с дефицитом рецепторов предсердного натрийуретического пептида в сердце наблюдается увеличение его массы, развитие фиброза и внезапной смерти[10].

Это может быть связано с развитием изолированного амилоидоза предсердий.

## Жировая ткань
- Усиление высвобождения жировой тканью свободных жирных кислот.
- Повышение внутриклеточного уровня цГМФ, что индуцирует фосфорилирование гормон-чувствительной липазы и перилипина А через активацию цГМФ-зависимой протеинкиназы-I.
- Не влияет на продукцию цАМФ и активность протеинкиназы А.

## Деградация
Регуляция эффектов предсердного натрийуретического пептида осуществляется путём постепенного разрушения пептида нейтральной эндопептидазой. В настоящее время ведутся разработки ингибиторов этого фермента, которые могут оказать положительное влияние на течение сердечной недостаточности.

## Диагностическое значение
В клинической практике определение уровня натрийуретического пептида типа В проводят для того, чтобы удостовериться вызвана ли одышка у пациента сердечной недостаточностью (повышение уровня натрийуретического гормона типа В) или нет.